# A Camp
A Camp er en musikgruppe fra Sverige. Gruppen er Nina Perssons (The Cardigans) musikalske sideprojekt.